# کامپانرو
کامپانرو (به اسپانیایی: Campanero) یک منطقهٔ مسکونی در بولیوی است که در استان آندرس ایبانز واقع شده‌است. کامپانرو ۳٬۰۲۰ نفر جمعیت دارد و ۳۴۳ متر بالاتر از سطح دریا واقع شده‌است.